# Зюбко, Вадим Михайлович
Вадим Михайлович Зюбко (12 февраля 1921, Калинковичи — 29 ноября 2006, Санкт-Петербург, Россия) — генерал-лейтенант ВС СССР (1977), начальник Челябинского высшего военного автомобильного командно-инженерного училища в 1964—1984 годах, участник Великой Отечественной и Советско-японской войн.

## Биография
Родился 12 февраля 1921 года в Калинковичах (ныне Гомельская область, Беларусь). Окончил 10 классов школы, в 1939-м году, поступил в Ленинградский кораблестроительный институт. В 1940-м году был призван в армию (служил в отдельном автотранспортном батальоне 48-й автотранспортной бригады ЛВО), направлен на обучение в Ленинградское автомобильное училище (помощник командира взвода). По окончании училища, 10 июня 1941 года назначен командиром автотранспортного взвода 10-го танкового полка Прибалтийского военного округа в звании лейтенанта.
На фронте с 24 июня 1941 года. Участник боев в Латвии. С группой машин 141-го автотранспортного батальона был прикомандирован к Управлению связи Северо-Западного фронта. Затем на Северо-Западном и Калининском фронте командовал взводом, ротой. С мая 1942 года — начальник штаба 792-го, затем 609-го отдельного автомобильного батальона 3-й ударной армии. С марта 1943 года — командир роты, позже командир 243-го отдельного автомобильного батальона Волховского фронта. С ноября 1943 года в составе 52-го отдельного автомобильного полка воевал на Волховском, Ленинградском, 3-м Прибалтийском, 2-м и 3-м Белорусских фронтах, с начала 1945 года — начальник штаба полка. В боях за освобождение Прибалтики отметился выполнением ряда заданий по снабжению войск боеприпасами и вооружением войск на линии фронта, эвакуации раненых. Согласно представлению его к ордену Отечественной войны II степени, за август 1944 года рота капитана Зюбко В.М. перевезла 3900 т боеприпасов, эвакуировала в тыл 1039 т укупорки и 480 раненых бойцов и офицеров, пройдя 266650 км без единой аварии и сэкономив 457 кг топлива; задания в ряде случаев выполнялись досрочно за 1-2 ч. Участвовал в боях за Кенигсберг, а позже против Японии в составе 2-го Дальневосточного фронта, командуя отдельным батальоном. 
После войны в 1946 году назначен старшим помощником начальника отдела боевой подготовки автомобильного управления Ленинградского военного округа, затем командовал 472-м отдельным автотранспортным батальоном ЛВО. Окончил Высшую офицерскую автомобильную школу в Ленинграде (1947—1948) и Военно-транспортную академию имени Л.М.Кагановича (1948—1954). По окончании академии назначен старшим  преподавателем Высших офицерских автомобильных курсов. С 1960-го по 1961-й год - начальник военной кафедры Саратовского сельскохозяйственного института, с 1961 года — начальник 34-й Школы подготовки младших автомобильных специалистов (в/ч 20115 в Острогожске, Воронежская область).
В 1964 году приказом министра обороны СССР Зюбко был назначен начальником Челябинского военного автомобильного училища, проработав на этом посту 20 лет, до 1984 года. При командовании Зюбко В.М. училище было преобразовано из среднего, с 3-летним сроком обучения, в высшее учебное заведение сначала с 4-летним (с 1968 года), а затем и с 5-летним (с 1978 года) сроками обучения. Внес решающий вклад в кардинальное преобразование и развитие учебно-материальной базы. Инициировал строительство  современного автопарка, учебных корпусов и лабораторий, курсантских столовой и общежитий, дома офицерского состава, клуба, создание учебного центра). Сослуживцами характеризовался как добросовестный, спокойный, вдумчивый и требовательный руководитель, способный выполнить задачу любой сложности. Помимо руководства училищем, являлся депутатом Челябинского областного совета депутатов трудящихся, членом бюро Челябинского обкома КПСС (1965—1984), начальником Челябинского гарнизона (1977—1982), был почётным работником Челябинского электровозоремонтного завода. В запасе с 1984 года.
Скончался 29 ноября 2006 года в Санкт-Петербурге, там же похоронен. 12 февраля 2014 года в Челябинске на фасаде дома № 63 по Свердловскому проспекту была открыта мемориальная доска, посвящённая генерал-лейтенанту Зюбко. Издана книга «Командир. Учитель. Воспитатель» авторства Николая Ханевичева, работавшего под началом Зюбко на протяжении 17 лет.

## Награды
Отмечен следующими наградами:
- Орден Отечественной войны
  - I степени (1985)[2]
  - II степени (8 октября 1944) — за образцовое выполнение боевых заданий командования на фронте борьбы с немецкими захватчиками и проявленные при этом доблесть и мужество[3]
- Орден Красной Звезды (1943, 1977)[2]
- Орден «За службу Родине в Вооружённых Силах СССР» III степени (1979)[2]
- Орден «За боевые заслуги» (1975)[2]
- 25 медалей[2], в том числе:
  - Медаль «За боевые заслуги»[1]
  - Медаль «За оборону Москвы»[1]
  - Медаль «За оборону Ленинграда» (18 июля 1943)[5]
  - Медаль «За взятие Кёнигсберга»[1]
  - Медаль «За победу над Германией в Великой Отечественной войне 1941—1945 гг.»[1]
  - Медаль «За победу над Японией»[1]